# Namek
Namek je fiktivna planeta na kojoj se dešava deo radnje serijala Zmajeva Kugla Z.

## Opis
Planeta je zelene boje. Slična je Zemlji, međutim se nalazi daleko od zemlje.

## Likovi sa ove planete
Sa ove planete dolaze Demonski Kralj Pikolo, Pikolo  (on vuče korene sa te planete), Dende, Nail... Demonski Kralj Pikolo je jedan od najvećih negativaca u serijalu Zmajeva Kugla. Pikolo je jedan od glavnih likova u serijalima Zmajeva Kugla Z, Zmajeva Kugla GT i Zmajeva Kugla Super. Dende se pojavljuje u svim serijalima, isto kao i Pikolo. On je slab,  ali ima isceliteljske moći. Nail je jak borac i često se spajao sa Pikolom. Ima još nekoliko likova sa ove planete koji se spominju, ali oni nisu bitni.